# Monardia toxicodendri
Monardia toxicodendri är en tvåvingeart som först beskrevs av Ephraim Porter Felt 1907.  Monardia toxicodendri ingår i släktet Monardia, och familjen gallmyggor. Arten är reproducerande i Sverige.